# Hitch Hiker 1
El Hitch Hiker 1 fue un satélite artificial lanzado por la USAF desde la base aérea de Vandenberg a bordo de un cohete Thor Agena D el 27 de junio de 1963. Estaba diseñado para medir niveles de radiación, y su misión era monitorizar las posibles detonaciones nucleares realizadas por la URSS. Su masa era de 79,8 kilos.
Mucho después de que dejara de ser operativo, en concreto el 27 de junio de 2006, su órbita pasó a aproximadamente 2 kilómetros de la EES. Esto provocó una seria alerta y se prepararon para evacuar completamente la estación, lo que no fue necesario.